# Phorbia nepalensis
Phorbia nepalensis är en tvåvingeart som beskrevs av Masayoshi Suwa 1977. Phorbia nepalensis ingår i släktet Phorbia och familjen blomsterflugor.
Artens utbredningsområde är Nepal. Inga underarter finns listade i Catalogue of Life.